# Marian Błachut
Marian Tadeusz Błachut (ur. 22 lipca 1960) – polski polityk i samorządowiec, przedsiębiorca. Radny Czechowic-Dziedzic w latach 1990–1994, od 2006 burmistrz miasta i gminy Czechowice-Dziedzice. Jego poprzednikiem na stanowisku burmistrza był Jan Berger.
Jeden z założycieli i prezes Stowarzyszenia „Nowa Inicjatywa”, z ramienia którego w 2006, 2010, 2014,  2018 i 2024 zostawał wybierany na burmistrza Czechowic-Dziedzic. W grudniu 2020 zasiadł w zarządzie nowo powstałej Ogólnopolskiej Koalicji Samorządowej, we wrześniu 2024 przemianowanej na KS „OK Polska”.
W 2018 trafił do pierwszej dziesiątki włodarzy gmin miejsko-wiejskich w Polsce. Zajął 8. miejsce.
Do jego zainteresowań należy m.in. muzyka. Ma na swoim koncie wiele utworów napisanych przez siebie. W młodości wraz z Urszulą Wawrzeczko i Damianem Żelaznym tworzył zespół „RAJ”. Żonaty, ma trójkę dzieci.

## Wykształcenie
Absolwent Wyższej Szkoły Zarządzania Marketingowego i Języków Obcych w Katowicach z tytułem magistra zarządzania. W 2022 uzyskał na Politechnice Częstochowskiej stopień doktora w dziedzinie nauk społecznych, dyscyplinie nauk o zarządzaniu i jakości.